# Liste der Kulturgüter in Ferden
Die Liste der Kulturgüter in Ferden enthält alle Objekte in der Gemeinde Ferden im Kanton Wallis, die gemäss der Haager Konvention zum Schutz von Kulturgut bei bewaffneten Konflikten, dem Bundesgesetz vom 20. Juni 2014 über den Schutz der Kulturgüter bei bewaffneten Konflikten sowie der Verordnung vom 29. Oktober 2014 über den Schutz der Kulturgüter bei bewaffneten Konflikten unter Schutz stehen.
Objekte der Kategorien A und B sind vollständig in der Liste enthalten, Objekte der Kategorie C fehlen zurzeit (Stand: 13. Oktober 2021).

## Kulturgüter
| Foto | | Objekt                                                                            | Kat. | Typ | Standort                           | Beschreibung |
| ---- | --- | --------------------------------------------------------------------------------- | ---- | --- | ---------------------------------- | ------------ |
| BW   | Datei hochladen · Wikidata zu Rotigostadel (Q29527711)                                                       | Rotigostadel KGS-Nr.: 10360                                                       | A    | G   | Under Dorfstrasse 624600 / 138070  |              |
| ja   | Datei hochladen · Wikidata zu Faldumalp mit Kapelle (Q29892049)                                              | Faldumalp mit Kapelle KGS-Nr.: 06735                                              | B    | G   | Faldumalpstrasse 9 623119 / 136356 |              |
| BW   | Datei hochladen · Wikidata zu Mittelalterlich-neuzeitliches Bleibergwerk mit Aufbereitungsanlage (Q29892051) | Mittelalterlich-neuzeitliches Bleibergwerk mit Aufbereitungsanlage KGS-Nr.: 06736 | B    | G   | Goppenstein 624676 / 134720        |              |